# روبي في الجنة
روبي في الجنة هو فيلم دراما صدر في سنة 1993. الفيلم من إخراج فيكتور نونيز وكتابة فيكتور نونيز. من بطولة آشلي جود.

## الميزانية والإيرادات
بلغت تكلفة إنتاج الفيلم حوالي 800000 دولار بينما حقق أرباحا تقدر بـ 1001437 دولار.

## وصلات خارجية
- روبي في الجنة على موقع IMDb (الإنجليزية)
- روبي في الجنة على موقع روتن توميتوز (الإنجليزية)
- روبي في الجنة على موقع نتفليكس (الإنجليزية)
- روبي في الجنة على موقع ألو سيني (الفرنسية)
- روبي في الجنة على موقع Turner Classic Movies (الإنجليزية)
- روبي في الجنة على موقع أول موفي (الإنجليزية)
- روبي في الجنة على موقع بوكس أوفيس موجو (الإنجليزية)
- روبي في الجنة على موقع فيلمافينيتي (الإسبانية)
- روبي في الجنة على موقع قاعدة بيانات الفيلم (الإنجليزية)
- روبي في الجنة على موقع ليتربوكسد (الإنجليزية)